# Auguste Sabatier
Auguste Sabatier, también conocido como Louis-Auguste Sabatier (22 de octubre de 1839, Vallon-Pont-d'Arc, Ardèche, Francia-12 de abril de 1901, París), fue un teólogo protestante francés. Su carrera y contribuciones abarcaron la teología, la educación y la relación entre la religión y la cultura.

## Biografía
Sabatier inició sus estudios en la Facultad de Teología de Montauban en 1858. Después de viajar a Basilea, Tubinga y Heidelberg entre 1863 y 1864, se convirtió en pastor en Aubenas de 1864 a 1868. En 1868, fue elegido profesor de dogmática reformada en la facultad de teología de la Universidad de Estrasburgo, donde enfrentó la expulsión tras la anexión de la región en 1872. No obstante, Sabatier persistió y, después de cinco años de esfuerzo, logró establecer una facultad de teología protestante en París, donde se desempeñó como profesor y decano.
En 1886, se convirtió, en docente en el recién fundado departamento de ciencias religiosas de la École Pratique des Hautes Études de la Sorbona. Sabatier fue reconocido como un dialectólogo consumado.

## Premios y reconocimientos
A lo largo de su carrera, Sabatier no solo enfrentó desafíos políticos y expulsiones, sino que también dejó un impacto duradero en la teología. Su obra El apóstol Pablo recibió reconocimiento, consolidándolo como una figura clave en la teología protestante.

## Obras
Sabatier publicó muchas obras. Esta lista incluye algunas de las más importantes:
- Rapport sur les dangers qui menacent l'église réformée et les moyens de rétablir la paix dans son sein (1876)
- François Puaux, 24 décembre 1806-20 février 1895, discours prononcés aux funérailles... le 23 février 1895 (1895)
- De l'Anthropomorphisme en théologie (1896)
- Une nouvelle Vie de Jésus (1897)

## Legado y contribuciones
La obra de Sabatier se centró en analizar las relaciones entre teología y cultura, abogando por la relativización del dogma a través del estudio histórico y psicológico de los fenómenos religiosos. Su enfoque simbolista-fideísta influyó en la comprensión de la religión como experiencia espiritual, iluminada por la psicología y la historia.

### Relación entre el protestantismo y la República
Sabatier desempeñó un papel crucial en los vínculos entre el protestantismo francés y la República. Al legitimar la teología como una disciplina en la universidad y promover la participación de teólogos protestantes en instituciones educativas, contribuyó a la distinción entre el protestantismo y el catolicismo, defendiendo la «religión del espíritu» frente a la «religión de autoridad». Su compromiso con la reconciliación y la búsqueda de un entendimiento más allá de las disputas partidistas marcó su oposición al formalismo y el dogmatismo.
Sabatier, a través de su vida y obra, dejó un impacto significativo en la teología protestante y la relación entre la fe y la cultura en Francia. Su legado continúa siendo objeto de estudio y reflexión en los campos de la teología y la historia religiosa.

### Enciclopedias
1. 1 2 3 4  «Sabatier, Louis Auguste». Encyclopædia Britannica (en inglés) 23 (1911 edición). p. 958. Consultado el 28 de noviembre de 2023.

### En línea
1. 1 2 3 4 5  «Auguste Sabatier (1839-1901)». Bibliothèque nationale de France (en francés). Archivado desde el original el 8 de noviembre de 2018. Consultado el 28 de noviembre de 2023.
2. 1 2  «Auguste Sabatier». Britannica (en inglés). Encyclopædia Britannica. 18 de octubre de 2023. Archivado desde el original el 28 de noviembre de 2023. Consultado el 28 de noviembre de 2023.
3. ↑  «Sabatier, Louis Auguste». Editorial CLIE. Archivado desde el original el 24 de septiembre de 2020. Consultado el 28 de noviembre de 2023.
4. 1 2 3  «Auguste Sabatier (1839-1901)». Musée protestant (en francés). Archivado desde el original el 11 de julio de 2015. Consultado el 28 de noviembre de 2023.

- Datos: Q2369193
- Multimedia: Auguste Sabatier / Q2369193